# Aceratophallus quadratus
Aceratophallus quadratus är en mångfotingart som beskrevs av Loomis 1961. Aceratophallus quadratus ingår i släktet Aceratophallus och familjen Rhachodesmidae. Inga underarter finns listade i Catalogue of Life.